# Killer (groupe finlandais)
Pour les articles homonymes, voir Killer.
Killer est un groupe finlandais de pop rock, originaire de Helsinki, actif entre 1999 et 2005. Il comptait quatre membres, la chanteuse Siiri Nordin (fi) étant la plus connue.

## Histoire
Ils commencent leur carrière en février 2001 avec le single Hurricane, suivi en août du single All I Want, une chanson qui resta quelque temps dans le hit finlandais. Un peu plus tard dans l'année, ils sortent l'album Sickeningly Pretty and Unpleasantly Vain. 
Leur deuxième album, Sure You Know How to Drive this Thing sorti à l'international en 2003 et entre dans les charts finlandais à la 7e position Sure You Know How to Drive this Thing inclut la chanson Naughty Boy qui devient le plus grand succès du groupe. La chanson est l'une des plus jouées sur les radios finlandaises pendant l'été 2003 ; elle est également numéro un dans le classement Up North de MTV. Un an plus tard, Killer est invité à jouer au festival Rock am Ring en Allemagne
Le 5 février 2005, le groupe annonce sur son site web sa volonté de faire une « pause indéterminée ».

## Dynasty
Cette association a été créée par Killer, The Rasmus et Kwan (groupes finnois). Les fondateurs de cette association sont Pauli Rantasalmi et Lauri Ylönen.
Dynasty sert à aider les jeunes groupes finlandais à se développer au niveau international. Pauli Rantasalmi et Lauri Ylönen ont créé un studio à Helsinki, qu'ils ont appelé Dynasty Recording.

## Discographie

### Albums studio
- 2001 : Sickeningly Pretty and Unpleasantly Vain (Universal Music Group)
- 2003 : Sure You Know How to Drive this Thing (Universal Music Group)

### Singles
- 2001  : Hurricane (Universal Music Group)
- 2001 : All I Want (Universal Music Group)